# Pistolet Dansk Schouboe M1907
Dansk Schouboe M1907 – duński pistolet samopowtarzalny.

## Historia
Jens Torring Schouboe opatentował pierwszy pistolet w 1903 roku. W 1907 roku powstał prototyp jego powiększonej wersji strzelającej silniejszym nabojem. Pomimo zwiększenia mocy naboju pistolet M1907 działał na zasadzie odrzutu zamka swobodnego. Aby zapewnić bezpieczne działanie broni konstruktor zastosował nabój z lekkim pociskiem drewnianym w płaszczu aluminiowym.
Pistolet M1907 był produkowany w zarządzanej przez Schouboe'go fabryce Dansk Rekylriffel Syndikat.
Pistolet M1907 był bronią o prostej konstrukcji i niezawodną, ale lekki pocisk szybko wytracał prędkość co zmniejszało zasięg skuteczny, a także powodowało, że M1907 był bronią bardzo niecelną.
W 1917 roku z uwagi na brak zainteresowania tym pistoletem produkcję przerwano.

## Opis
Dansk Schouboe M1907 był bronią samopowtarzalną. Zasada działania oparta na odrzucie zamka swobodnego.
M1907 był zasilany z wymiennego magazynka pudełkowego o pojemności 6 naboi. Magazynek znajdował się w chwycie pistoletowym.
Lufa gwintowana, posiadała sześć bruzd prawoskrętnych.
Przyrządy celownicze mechaniczne, stałe (muszka i szczerbinka).